# Torneo del Interior 1986
El Torneo del Interior 1986 fue la primera edición de este torneo. Al igual que los torneos Apertura disputados en el semestre, fue un torneo de transición. Y tuvo como objetivo ascender trece equipos para el nuevo Campeonato Nacional B.
El torneo comenzó a disputarse mientras concluía la última edición del Torneo Regional.

## Incorporaciones
| Incorporados de las ligas regionales                      |
| --------------------------------------------------------- |
| Equipos ganadores de las plazas de sus ligas respectivas. |

## Ligas participantes
| Provincia           | Ligas                       |
| Buenos Aires        | Liga de Fútbol de Azul      |
| Buenos Aires        | Liga de Fútbol de Olavarría |
| Buenos Aires        | Liga de Fútbol de Pergamino |
| Buenos Aires        | Liga Deportiva del Oeste    |
| Buenos Aires        | Liga Marplatense de Fútbol  |
| Buenos Aires        | Liga Nicoleña de Fútbol     |
| Buenos Aires        | Liga Tandilense de Fútbol   |
| Chaco               | Liga Chaqueña de Fútbol     |
| Córdoba             | Liga Cordobesa de Fútbol    |
| Corrientes          | Liga Correntina de Fútbol   |
| Jujuy               | Liga Jujeña de Fútbol       |
| La Pampa            | Liga Cultural de Fútbol     |
| La Pampa            | Liga Pampeana de Fútbol     |
| Mendoza             | Liga Mendocina de Fútbol    |
| Misiones            | Liga Posadeña de Fútbol     |
| Neuquén             | Liga de Fútbol del Neuquén  |
| Río Negro           | Liga Deportiva Confluencia  |
| Salta               | Liga Salteña de Fútbol      |
| San Juan            | Liga Sanjuanina de Fútbol   |
| Santiago del Estero | Liga Santiagueña de Fútbol  |
| Tucumán             | Liga Tucumana de Fútbol     |

## Provincia de Buenos Aires
Las Ligas Bonaerenses invitadas organizaron un clasificatorio con los ganadores de cada una de las 7 Ligas. Se enfrentaron en partidos de eliminatorias directas de ida y vuelta. Douglas Haig y Olimpo se enfrentaron en la final para definir al clasificado. Tras un triunfo para cada equipo se jugó un partido desempate.
|  | Cuartos de final | Cuartos de final | Cuartos de final |            |  | Semifinales | Semifinales  | Semifinales |  |  | Final | Final | Final |  |
|  |                  |                  |                  |            |  |             |              |             |  |  |       |       |       |  |
|  |                  |                  |                  |            |  |             |              |             |  |  |       |       |       |  |
|  | Jorge Newbery    | 0                | 2                |            |  |             |              |             |  |  |       |       |       |  |
|  | Jorge Newbery    | 0                | 2                |            |  |             |              |             |  |  |       |       |       |  |
|  | Racing (O)       | 1                | 0                |            |  |             |              |             |  |  |       |       |       |  |
|  | Racing (O)       | 1                | 0                | Racing (O) |  |             |              |             |  |  |       |       |       |  |
|  |                  |                  |                  |            |  |             |              |             |  |  |       |       |       |  |
|  |                  |                  | Douglas Haig     |            |  |             |              |             |  |  |       |       |       |  |
|  | Douglas Haig     | 2                | 0                |            |  |             |              |             |  |  |       |       |       |  |
|  | Douglas Haig     | 2                | 0                |            |  |             |              |             |  |  |       |       |       |  |
|  | Peñarol          | 2                | 0                |            |  |             |              |             |  |  |       |       |       |  |
|  | Peñarol          | 2                | 0                |            |  |             | Douglas Haig |             |  |  |       |       |       |  |
|  |                  |                  |                  |            |  |             |              |             |  |  |       |       |       |  |
|  |                  |                  | Olimpo           |            |  |             |              |             |  |  |       |       |       |  |
|  | Olimpo           | 2                | 2                |            |  |             |              |             |  |  |       |       |       |  |
|  | Olimpo           | 2                | 2                |            |  |             |              |             |  |  |       |       |       |  |
|  | El Linqueño      | 1                | 1                |            |  |             |              |             |  |  |       |       |       |  |
|  | El Linqueño      | 1                | 1                | Olimpo     |  |             |              |             |  |  |       |       |       |  |
|  |                  |                  |                  |            |  |             |              |             |  |  |       |       |       |  |
|  |                  |                  | Argentino Oeste  |            |  |             |              |             |  |  |       |       |       |  |
|  |                  |                  |                  |            |  |             |              |             |  |  |       |       |       |  |
|  |                  |                  |                  |            |  |             |              |             |  |  |       |       |       |  |
|  |                  |                  |                  |            |  |             |              |             |  |  |       |       |       |  |
|  |                  |                  |                  |            |  |             |              |             |  |  |       |       |       |  |
|  |                  |                  |                  |            |  |             |              |             |  |  |       |       |       |  |

### Final
| Fecha       | Local        | Resultado | Visitante    |
| ----------- | ------------ | --------- | ------------ |
| 1 de junio  | Olimpo       | 1 - 0     | Douglas Haig |
| 8 de junio  | Douglas Haig | 2 - 1     | Olimpo       |
| 14 de junio | Douglas Haig | 1 - 0     | Olimpo       |

|  | Douglas Haig ascendió al Nacional B 1986/87. |

## Provincia de Chaco
La Liga Chaqueña de Fútbol, la liga de la capital de la provincia, organizó un clasificatorio con 10 equipos. Dividió a los equipos en dos zonas de 5 equipos. Se enfrentaron en dos ruedas de partidos con dos fechas interzonales. Los ganadores de cada grupo, Regional (Resistencia) y Chaco For Ever se enfrentaron en la final para definir al clasificado.
| Fecha       | Local                  | Resultado | Visitante              |
| ----------- | ---------------------- | --------- | ---------------------- |
| 29 de junio | Chaco For Ever         | 6 - 2     | Regional (Resistencia) |
| 6 de julio  | Regional (Resistencia) | 1 - 1     | Chaco For Ever         |

|  | Chaco For Ever ascendió al Nacional B 1986/87. |

## Provincia de Córdoba
La Liga Cordobesa de Fútbol designó a Belgrano como su representante en el Nacional B 1986-87.

## Provincia de Corrientes
La Liga Correntina de Fútbol, la liga de la capital de la provincia, organizó un clasificatorio con 10 equipos. Dividió a los equipos en dos zonas de 5 equipos. Se enfrentaron en dos ruedas de partidos con dos fechas interzonales. Los ganadores de cada grupo, Deportivo Mandiyú y Boca Unidos se enfrentaron en la final para definir al clasificado.
| Fecha      | Local             | Resultado | Visitante         |
| ---------- | ----------------- | --------- | ----------------- |
| 18 de mayo | Boca Unidos       | 1 - 2     | Deportivo Mandiyú |
| 25 de mayo | Deportivo Mandiyú | 2 - 1     | Boca Unidos       |

|  | Deportivo Mandiyú ascendió al Nacional B 1986/87. |

## Provincia de Jujuy
La Liga Jujeña de Fútbol, la liga de la capital de la provincia, organizó un clasificatorio con 8 equipos. Se enfrentaron en una rueda de partidos y los seis mejores ubicados clasificaron a la ronda siguiente. La ronda de seis equipos también se disputó en una rueda. Al terminar igualados en puntos Gimnasia y Esgrima y Talleres (Perico) se enfrentaron para definir al clasificado. Tras un triunfo para cada equipo se jugó un partido desempate.

### Hexagonal
| Pos. | Equipo                 | Pts        | PJ         | G          | E          | P          | GF         | GC         | DG         |
| ---- | ---------------------- | ---------- | ---------- | ---------- | ---------- | ---------- | ---------- | ---------- | ---------- |
| 1°   | Gimnasia y Esgrima (J) | Sin datos. | Sin datos. | Sin datos. | Sin datos. | Sin datos. | Sin datos. | Sin datos. | Sin datos. |
| 1°   | Talleres (P)           | Sin datos. | Sin datos. | Sin datos. | Sin datos. | Sin datos. | Sin datos. | Sin datos. | Sin datos. |
| —    | Altos Hornos Zapla     | Sin datos. | Sin datos. | Sin datos. | Sin datos. | Sin datos. | Sin datos. | Sin datos. | Sin datos. |
| —    | Cuyaya                 | Sin datos. | Sin datos. | Sin datos. | Sin datos. | Sin datos. | Sin datos. | Sin datos. | Sin datos. |
| —    | Juventud Celulosa      | Sin datos. | Sin datos. | Sin datos. | Sin datos. | Sin datos. | Sin datos. | Sin datos. | Sin datos. |
| —    | Policial               | Sin datos. | Sin datos. | Sin datos. | Sin datos. | Sin datos. | Sin datos. | Sin datos. | Sin datos. |

|  | Jugará un desempate. |

#### Resultados
| Fecha 1            | Fecha 1   | Fecha 1                | Fecha 1               | Fecha 1     |
| Local              | Resultado | Visitante              | Lugar                 | Fecha       |
| ------------------ | --------- | ---------------------- | --------------------- | ----------- |
| Altos Hornos Zapla | 1 - 1     | Gimnasia y Esgrima (J) | Palpalá               | 20 de abril |
| Talleres (P)       | 4 - 2     | Policial               | Perico                | 20 de abril |
| Cuyaya             | 4 - 4     | Juventud Celulosa      | San Salvador de Jujuy | 20 de abril |

### Desempate
| Fecha       | Local                  | Resultado     | Visitante              |
| ----------- | ---------------------- | ------------- | ---------------------- |
| 1 de junio  | Talleres (Perico)      | 0 - 1         | Gimnasia y Esgrima (J) |
| 11 de junio | Gimnasia y Esgrima (J) | 0 - 3         | Talleres (Perico)      |
| 15 de junio | Gimnasia y Esgrima (J) | (3) 1 - 1 (1) | Talleres (Perico)      |

|  | Gimnasia y Esgrima (J) ascendió al Nacional B 1986/87. |

## Provincia de La Pampa
La Liga Cultural de Fútbol, la liga de la capital de la provincia y la Liga Pampeana de Fútbol tuvieron sus clasificatorios.

### Liga Cultural de Fútbol
La Liga Cultural de Fútbol, la liga de la capital de la provincia, organizó un clasificatorio donde All Boys (Santa Rosa) clasificó.

### Liga Pampeana de Fútbol
La Liga Pampeana de Fútbol organizó un clasificatorio donde Ferro (General Pico) clasificó.

### Final
Los clasificados de La Liga Cultural de Fútbol y de la Liga Pampeana de Fútbol se enfrentaron para definir al clasificado.
| Fecha      | Local                   | Resultado | Visitante               |
| ---------- | ----------------------- | --------- | ----------------------- |
| 1 de junio | Ferro Corrió Oeste (GP) | 1 - 1     | All Boys (Santa Rosa)   |
| 8 de junio | All Boys (Santa Rosa)   | 0 - 1     | Ferro Carril Oeste (GP) |

|  | Ferro Carril Oeste (GP) ascendió al Nacional B 1986/87. |

## Provincia de Mendoza
La Liga Mendocina de Fútbol, la liga de la capital de la provincia, organizó un clasificatorio con 12 equipos. Se enfrentaron en una rueda de partidos. Los cuatro mejores ubicados clasificaban a semifinales. Los ganadores de cada semifinal, Deportivo Maipú y Independiente Rivadavia se enfrentaron en la final para definir al clasificado.

### Fase final
|  | Semifinales | Semifinales             | Semifinales             |                         |       | Final | Final | Final | Final |  |
|  |             |                         |                         |                         |       |       |       |       |       |  |
|  |             |                         |                         |                         |       |       |       |       |       |  |
|  | 2°          | Maipú                   | 2                       |                         |       |       |       |       |       |  |
|  | 2°          | Maipú                   | 2                       |                         |       |       |       |       |       |  |
|  | 3°          | Gimnasia y Esgrima (M)  | 1                       |                         |       |       |       |       |       |  |
|  | 3°          | Gimnasia y Esgrima (M)  | 1                       |                         | Maipú | Maipú | 3     | 2     |       |  |
|  |             |                         |                         |                         | Maipú | Maipú | 3     | 2     |       |  |
|  |             |                         | Independiente Rivadavia | Independiente Rivadavia | 1     | 0     |       |       |       |  |
|  | 1°          | Independiente Rivadavia | Independiente Rivadavia | Independiente Rivadavia | 1     | 0     | 4     |       |       |  |
|  | 1°          | Independiente Rivadavia |                         |                         |       |       | 4     |       |       |  |
|  | 4°          | Huracán Las Heras       | 1                       |                         |       |       |       |       |       |  |
|  | 4°          | Huracán Las Heras       | 1                       |                         |       |       |       |       |       |  |
|  |             |                         |                         |                         |       |       |       |       |       |  |

#### Semifinales
| 8 de junio | Maipú           | 2:1 | Gimnasia y Esgrima (M) | Estadio Omar Higinio Sperdutti, Maipú |  |
|            | Fóppoli · Gauto |     | Zolorza                |                                       |  |

| 8 de junio | Independiente Rivadavia | 4:1 | Huracán Las Heras | Estadio Bautista Gargantini, Mendoza |  |
|            | Vaporacki · Soto · Miño |     | Blanco            |                                      |  |

#### Final
| Equipo 1 | Global | Equipo 2                |
| -------- | ------ | ----------------------- |
| Maipú    | 5 - 1  | Independiente Rivadavia |

Partidos
| 10 de junio | Independiente Rivadavia | 1:3 | Maipú | Estadio Bautista Gargantini, Mendoza |  |

| 14 de junio | Maipú             | 2:0 | Independiente Rivadavia | Estadio Omar Higinio Sperdutti, Maipú |  |
|             | Gauto · Fernández |     |                         |                                       |  |

|  | Maipú ascendió al Nacional B 1986/87. |

## Provincias de Neuquén y Río Negro
La Liga de Fútbol del Neuquén, la liga de la capital de la provincia y la Liga Deportiva Confluencia tuvieron sus clasificatorios.

### Liga de Fútbol del Neuquén
La Liga de Fútbol del Neuquén, la liga de la capital de la provincia, organizó un clasificatorio donde Independiente (Neuquén) clasificó.

### Liga Deportiva Confluencia
La Liga Deportiva Confluencia organizó un clasificatorio donde Cipolletti clasificó.

### Final
Los clasificados de La Liga de Fútbol de Neuquén y de la Liga Deportiva Confluencia se enfrentaron para definir al clasificado. Tras un triunfo para cada equipo se jugó un partido desempate.
| Fecha       | Local                   | Resultado | Visitante               |
| ----------- | ----------------------- | --------- | ----------------------- |
| 1 de junio  | Independiente (Neuquén) | 2 - 1     | Cipolletti              |
| 8 de junio  | Cipolletti              | 2 - 1     | Independiente (Neuquén) |
| 15 de junio | Cipolletti              | 3 - 0     | Independiente (Neuquén) |

|  | Cipolletti ascendió al Nacional B 1986/87. |

## Provincia de Misiones
La Liga Posadeña de Fútbol designó a Guaraní Antonio Franco como su representante en el Nacional B 1986-87.

## Provincia de Salta
La Liga Salteña de Fútbol, la liga de la capital de la provincia, organizó un clasificatorio con 10 equipos. Se enfrentaron en dos ruedas de partidos. Al terminar igualados en puntos Central Norte y Juventud Antoniana se enfrentaron para definir al clasificado.

### Decagonal
| Pos. | Equipo             | Pts | PJ | G  | E | P  | GF | GC | DG  |
| ---- | ------------------ | --- | -- | -- | - | -- | -- | -- | --- |
| 1°   | Central Norte      | 31  | 18 | 15 | 1 | 2  | 61 | 5  | 56  |
| 1°   | Juventud Antoniana | 31  | 18 | 15 | 1 | 2  | 46 | 11 | 35  |
| 3°   | Gimnasia y Tiro    | 30  | 18 | 14 | 2 | 2  | 43 | 13 | 30  |
| 4°   | San Martín         | 18  | 18 | 7  | 4 | 7  | 33 | 28 | 5   |
| 5°   | San Antonio        | 17  | 18 | 6  | 5 | 7  | 24 | 42 | -18 |
| 6°   | Libertad           | 16  | 18 | 5  | 6 | 7  | 21 | 33 | -12 |
| 7°   | Pellegrini         | 11  | 18 | 4  | 3 | 11 | 25 | 34 | -9  |
| 8°   | Mitre              | 10  | 18 | 2  | 6 | 10 | 16 | 39 | -23 |
| 9°   | Atlético Calchaquí | 10  | 18 | 3  | 4 | 11 | 11 | 43 | -32 |
| 10°  | Atlético Salta     | 6   | 18 | 1  | 4 | 13 | 15 | 53 | -38 |

|  | Jugará un desempate.                          |
|  | Desciende a Segunda División de Liga Salteña. |

### Desempate
| Fecha       | Local              | Resultado | Visitante          |
| ----------- | ------------------ | --------- | ------------------ |
| 18 de junio | Juventud Antoniana | 0 - 0     | Central Norte      |
| 22 de junio | Central Norte      | 5 - 1     | Juventud Antoniana |

|  | Central Norte ascendió al Nacional B 1986/87. |

## Provincia de San Juan
La Liga Sanjuanina de Fútbol, la liga de la capital de la provincia, organizó un clasificatorio con 8 equipos. Se enfrentaron en una rueda de partidos. Los cuatro mejores ubicados clasificaban a semifinales. Los ganadores de cada semifinal, San Martín y Unión (Villa Krause) se enfrentaron en la final, donde triunfó Unión. Como San Martín ganó la fase regular y Unión la fase final, se volvieron a enfrentar para definir al clasificado.
| Fecha      | Local           | Resultado | Visitante       |
| ---------- | --------------- | --------- | --------------- |
| 25 de mayo | Unión (VK)      | 1 - 1     | San Martín (SJ) |
| 1 de junio | San Martín (SJ) | 1 - 2     | Unión (VK)      |

|  | Unión (VK) ascendió al Nacional B 1986/87. |

## Provincia de Santiago del Estero
La Liga Santiagueña de Fútbol, la liga de la capital de la provincia, organizó un clasificatorio con 10 equipos. Se enfrentaron en dos ruedas de partidos. Al terminar igualados en puntos Central Córdoba y Mitre se enfrentaron para definir al clasificado.
| Fecha       | Local                 | Resultado | Visitante   |
| ----------- | --------------------- | --------- | ----------- |
| 15 de junio | Central Córdoba (SdE) | 3 - 2     | Mitre (SdE) |

|  | Central Córdoba (SdE) ascendió al Nacional B 1986/87. |

## Provincia de Tucumán
La Liga Tucumana de Fútbol, la única liga de la provincia organizó un clasificatorio con 16 equipos. Dividió a los equipos en dos zonas de 8 equipos. Se enfrentaron en dos ruedas de partidos con dos fechas interzonales, los dos mejores ubicados de cada zona clasificaban a semifinales. Los ganadores de cada semifinal, San Martín y Concepción de Banda Río Salí se enfrentaron en la final para definir al clasificado.

### Fase final
|  | Semifinales | Semifinales          | Semifinales      | Semifinales      |                |                | Final | Final | Final | Final |  |
|  |             |                      |                  |                  |                |                |       |       |       |       |  |
|  |             |                      |                  |                  |                |                |       |       |       |       |  |
|  | 1°          | San Martín (T)       |                  | 1                |                |                |       |       |       |       |  |
|  | 1°          | San Martín (T)       |                  | 1                |                |                |       |       |       |       |  |
|  | 2°          | Atlético Tucumán     |                  | 0                |                |                |       |       |       |       |  |
|  | 2°          | Atlético Tucumán     |                  | 0                | San Martín (T) | San Martín (T) | 1     | 2     |       |       |  |
|  |             |                      |                  |                  | San Martín (T) | San Martín (T) | 1     | 2     |       |       |  |
|  |             |                      | Concepción (BRS) | Concepción (BRS) | 4              | 3              |       |       |       |       |  |
|  | 1°          | Concepción (BRS) (p) | Concepción (BRS) | Concepción (BRS) | 4              | 3              |       | 1     |       |       |  |
|  | 1°          | Concepción (BRS) (p) |                  |                  |                |                |       | 1     |       |       |  |
|  | 2°          | Central Norte (T)    |                  | 1                |                |                |       |       |       |       |  |
|  | 2°          | Central Norte (T)    |                  | 1                |                |                |       |       |       |       |  |
|  |             |                      |                  |                  |                |                |       |       |       |       |  |

#### Semifinales
| 4 de junio | Central Norte (T) | vs. | Concepción (BRS) | Estadio Luís Hayward, San Miguel de Tucumán |  |

| 8 de junio | Concepción (BRS) | 1:1 (2:2 t. s.)(5:4 p.) | Central Norte (T)    | Estadio Ingeniero José María Paz, Banda del Río Salí |  |
|            | López            |                         | Waldmeyer · Valverde |                                                      |  |

| 4 de junio | Atlético Tucumán | vs. | San Martín (T) | Estadio Monumental, San Miguel de Tucumán |  |

| 8 de junio | San Martín (T) | 1:0 | Tucumán | Estadio La Ciudadela, San Miguel de Tucumán |  |
|            | Monteros       |     |         |                                             |  |

#### Final
| Equipo 1       | Global | Equipo 2         |
| -------------- | ------ | ---------------- |
| San Martín (T) | 3 - 7  | Concepción (BRS) |

Partidos
| 11 de junio | Concepción (BRS) | 4:1 | San Martín (T) | Estadio Ingeniero José María Paz, Banda del Río Salí |  |

| 15 de junio | San Martín (T) | 2:3 | Concepción (BRS)          | Estadio La Ciudadela, San Miguel de Tucumán |  |
|             | Daza · Campos  |     | Medina · Villafañe · Ruiz |                                             |  |

|  | Concepción (BRS) ascendió al Nacional B 1986/87. |